# Kerti bülbül
A kerti bülbül (Pycnonotus sinensis) a madarak osztályának verébalakúak (Passeriformes) rendjébe és a bülbülfélék (Pycnonotidae) családjába tartozó faj.

## Rendszerezése
A fajt Johann Friedrich Gmelin német természettudós írta le 1789-ben, a Muscicapa nembe Muscicapa sinensis néven.

## Alfajai
- Pycnonotus sinensis sinensis (J. F. Gmelin, 1789) – közép- és kelet-Kína, télen dél-Kína, észak-Indokína, nyáron nyugat-Dél-Korea;
- Pycnonotus sinensis hainanus(Swinhoe, 1870) – délkelet-Kína, észak-Vietnám, télen  észak-Indokína;
- Pycnonotus sinensis formosae (Hartert, 1910) – Tajvan;
- P. s. orii (Nagamichi, 1923) – dél-Japán (Rjúkjú-szigetek).

## Előfordulása
Dél-Korea, Észak-Korea, Hongkong, Japán, Kína, Laosz, Makaó, Tajvan, Thaiföld és Vietnám területén honos. Természetes élőhelyei a szubtrópusi vagy trópusi síkvidéki esőerdők és cserjések, valamint szántóföldek és vidéki kertek. Vonuló faj.

## Megjelenése
Testhossza 20 centiméter, testtömege 28–43 gramm.
|  |  |

## Életmódja
Bogyókkal, gyümölcsökkel, zöldségekkel és rovarokkal táplálkozik.

## Természetvédelmi helyzete
Az elterjedési területe rendkívül nagy, egyedszáma pedig növekszik. A Természetvédelmi Világszövetség Vörös listáján nem fenyegetett fajként szerepel.